# Grostenquin
Grostenquin (deutsch Großtänchen, lothringisch Tänchen oder Grosstänsche) ist eine französische Gemeinde mit 620 Einwohnern (Stand 1. Januar 2022) im Département Moselle in der Region Grand Est (bis 2015 Lothringen). Die Einwohner werden Finschterstopper (Fensterstopfer) geneckt.

## Geographie
Die Gemeinde liegt in Lothringen, etwa 20 Kilometer südlich von Saint-Avold (Sankt Avold).
Nachbargemeinden sind Lixing-lès-Saint-Avold (Lixingen), Laning (Lanningen), Frémestroff (Fremersdorf), Freybouse (Freibuss), Francaltroff (Freialtdorf), Virming (Wirmingen), Bermering (Bermeringen), Vallerange (Walleringen), Bérig-Vintrange (Berg-Wintringen) und Bistroff (Bischdorf).
Im Norden des Gemeindegebiets gibt es ein großes Militärgelände, das in den 1950er und 1960er Jahren ein Stützpunkt der Royal Canadian Air Force (RCAF) war.

### Ortsteile
Zu Grostenquin gehören die Weiler Béning (Beningen), Bertring (Bertringen), Hingsange (Hingsingen) und Linstroff (Linsdorf) sowie die Einzelsiedlungen Erlenhof, Fontaine de la Chasse (Jägerbronn), Meisenbruck, Saint-Charles (Sankt Karl), Saint-Francois (Sankt Franz), Saint-Joseph (Sankt Joseph) und Sainte-Marie (Sankt Marie). 

## Geschichte
Der Ort wurde erstmals 787 als Tannae villa erwähnt, dann als Tannecha (1179), Tenchen (1255), Tannichen (1461), Tanchen (1469), Gros Tenchen (1573), Thannigen (1645), Grostenchen und Grosse-Tenquen (17. Jh.), Tenquin-Gros (1801).
Die Ortschaft liegt an der alten römischen Heerstraße, die durch den Bischwaldweiher nach Chémery und Metz zog. In dem Dorf Tannae villa hatten schon 787 St. Avold und das Kloster Busendorf Güter und Rechte, 1255 gehörte es zum Bistum Metz und der bischöflichen Kastellanei Hingsingen. Die Ortschaft wurde 1552 zusammen mit dem Herrschaftsgebiet Hingsingen vom Königreich Frankreich annektiert, das sich den Besitz 1648 im Westfälischen Frieden bestätigen lassen konnte.
Die Höfe Saint-Charles, Saint-Francois, Saint-Joseph und Sainte-Marie wurden 1844 durch eine Frau aus der Industriellendynastie de Wendel angelegt.
Durch den Frankfurter Frieden vom 10. Mai 1871 kam die Region an das deutsche Reichsland Elsaß-Lothringen, und das Dorf wurde dem Kreis Forbach im Bezirk Lothringen zugeordnet. Großtänchen war Kantonshauptort im Südwesten des Kreises. Die Dorfbewohner betrieben Getreide- und Weinbau sowie Viehzucht.
Nach dem Ersten Weltkrieg musste die Region aufgrund der Bestimmungen des Versailler Vertrags 1919 an Frankreich abgetreten werden und wurde Teil des Département Moselle. Im Zweiten Weltkrieg war die Region von der deutschen Wehrmacht besetzt und gehörte von 1940 bis 1944 zur Verwaltungszone CdZ-Gebiet Lothringen.

### Bevölkerungsentwicklung
| Jahr                       | 1962 | 1968 | 1975 | 1982 | 1990 | 1999 | 2007 | 2019 |
| Einwohner                  | 689  | 532  | 546  | 518  | 596  | 569  | 539  | 647  |
| Quellen: Cassini und INSEE |      |      |      |      |      |      |      |      |

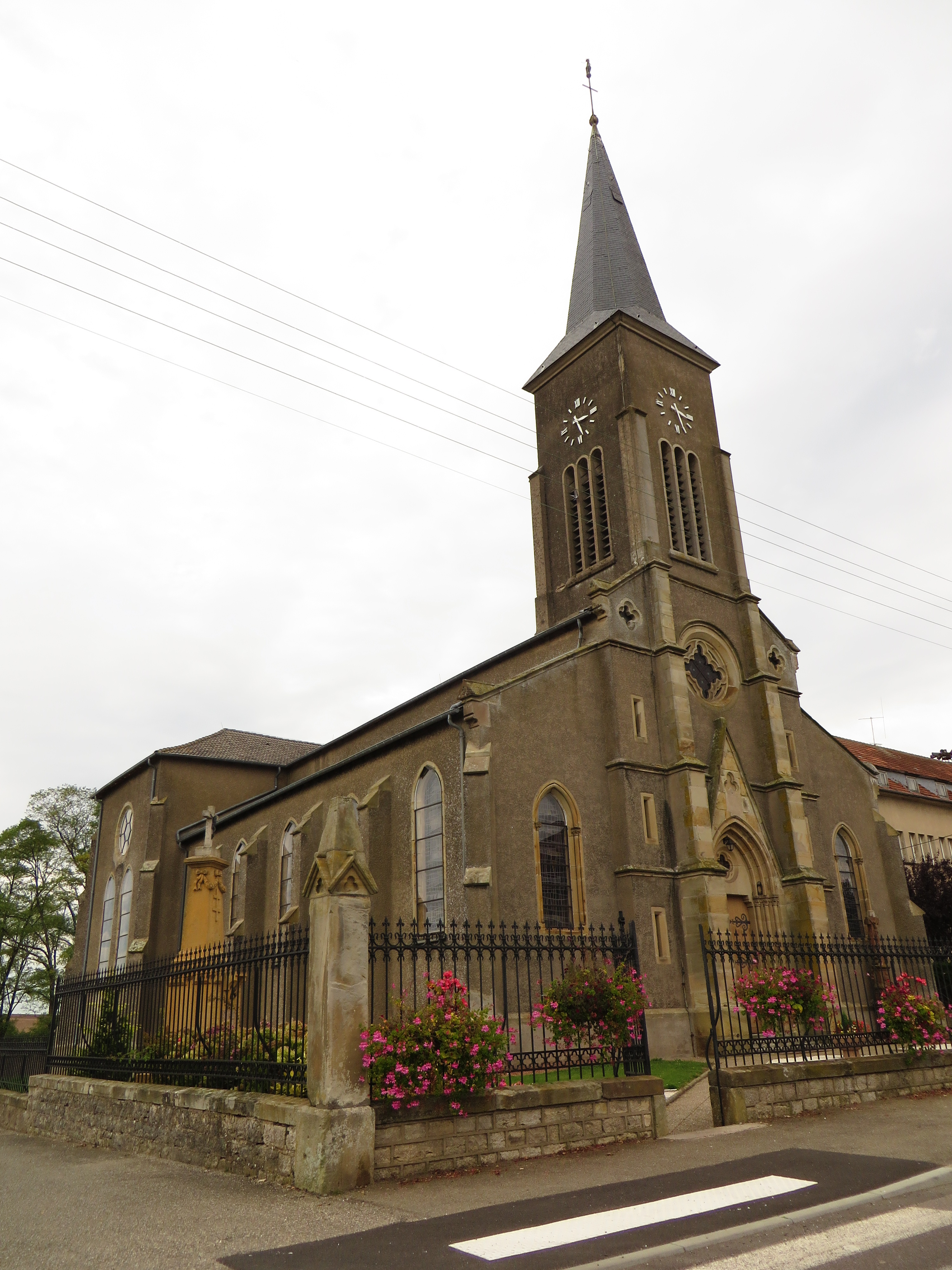
Kirche St. Jean-Baptiste
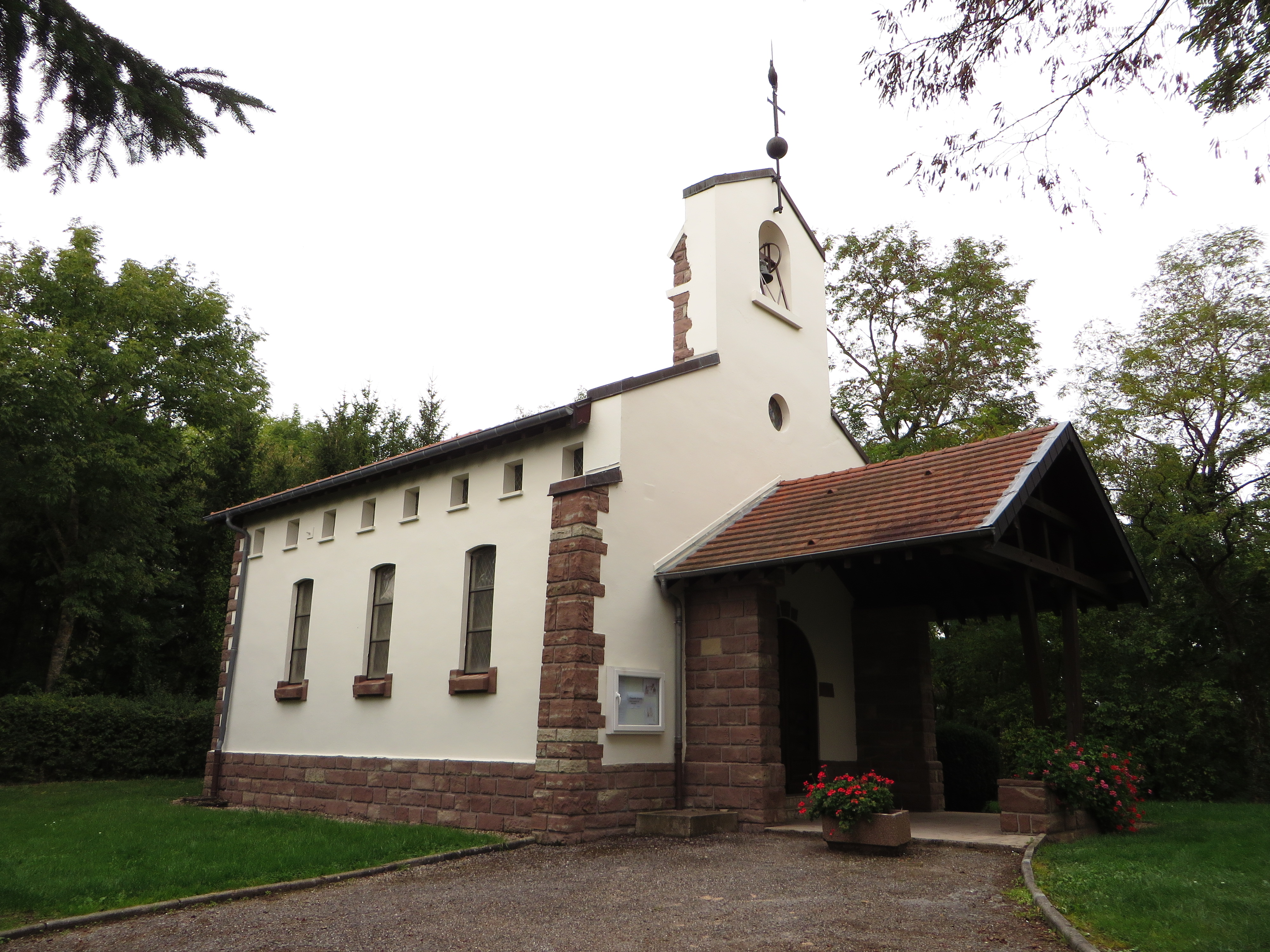
Kapelle Saint-Blaise im Ortsteil Bertring-Klausenberg
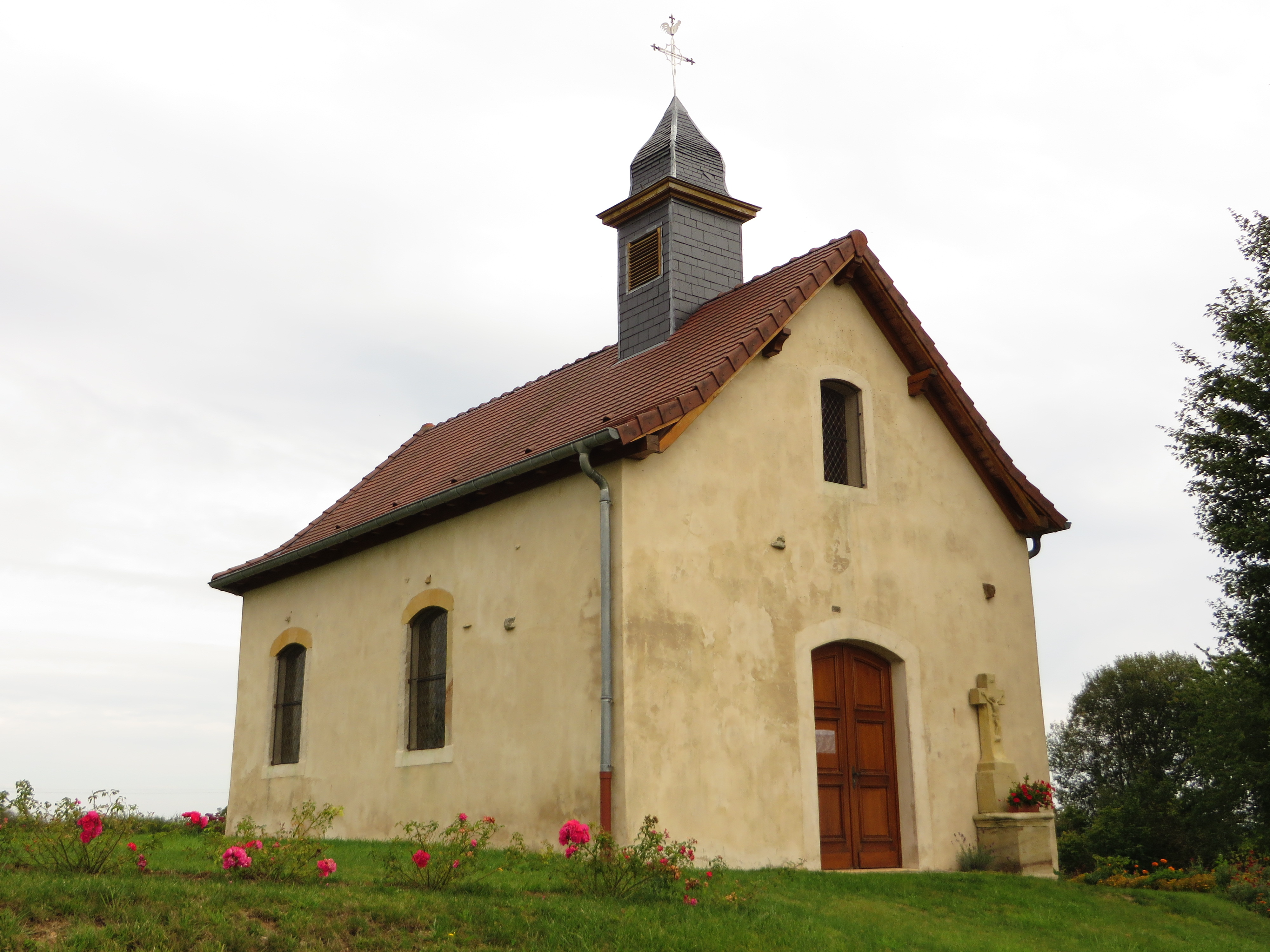
Kapelle Saint-Donatien im Ortsteil Linstroff